# 健美薬湯
健美薬湯株式会社（けんびやくとう）は、入浴剤、化粧品、洗剤等を扱う日本の日用品メーカー。
本社は愛知県名古屋市にある。

## 概要
創業当初は、個人事業のヘルス商会として温浴施設へ業務用の洗剤・水質管理剤の卸売りから事業開始した。当時、未だ実績もない創業者が大手メーカーの門戸を開き、後に主力商品となるヘルス湯浄剤の仕入交渉を行った。
主力製品カテゴリーである入浴剤は、1964年（昭和39年）にヘルス商会が発売した入浴剤「バスビナール」が起源となっている。その後、1980年（昭和55年）には入浴剤「温浴素じっこう(医薬部外品)」を発売する。当時、製品を直接施設へ納品していたことから、「温浴素じっこう」は町の銭湯の声から生まれ、身体の芯から温まる入浴剤として好評だった。その後、幾度も商品改良を重ね、今もロングセラーの主力ブランドとなっている。
1987年（昭和62年）に株式会社化し、ヘルス商会から株式会社ヘルスケミカルへ社名変更をした。
1996年（平成8年）には天然生薬（刻み）で構成された「健美泉」を発売。
2009年（平成21年）には、分社化してグループ体制を組織し、新たに株式会社ヘルスビューティーとして家庭用品事業へ本格参入し、分包タイプの入浴剤「ブクブクアワー（浴用化粧料）」を発売する。業務用品事業と家庭用品事業の相乗効果を図りながら、全国の温浴・宿泊施設、バラエティ雑貨店やドラッグストア等の小売店へと販路の拡大を続けていった。
2019年（令和元年）10月、製販を統合して経営合理化を図るため、株式会社ヘルスケミカルと株式会社ヘルスビューティーが合併した。同時に、新体制となった株式会社ヘルスビューティーの代表取締役に松田宗大が就任した。
2022年（令和4年）10月、主力事業を軸としてコーポレートリブランディングを行い、商号を健美薬湯株式会社へと変更し、ロゴも一新された。創業の業務用製品の販売を主軸にしつつ、家庭向け製品の企画・開発にも取り組んでいる。

## 沿革
- 1960年（昭和35年） - ヘルス商会として浴場用薬品卸業を創業。
- 1964年（昭和39年） - 医薬部外品製造業者として厚生省の許可を受ける。同時に入浴剤及び洗剤の製造を開始。
- 1979年（昭和54年） - 本社工場を移転。
- 1987年（昭和62年） -「株式会社ヘルスケミカル」に社名変更 資本金800万円。化粧品製造業者として厚生省の許可を受ける。食品添加物製造業者として厚生省の許可を受ける。
- 1990年（平成2年） -  第2工場新設。医薬部外品・化粧品の製造所として厚生省の許可を受ける。
- 1992年（平成4年） -  資本金1,000万円に増資。全国の温浴施設に販路を拡大。
- 1994年（平成6年） -  東京営業所開設。
- 1997年（平成9年） - 常滑工場建設（3,600平方メートル）。事業本部を移転。
- 2001年（平成13年） - ケミカル事業に参入し、洗車市場向け製品を発売。全国のガソリンスタンドへ普及。介護施設関係の市場へも販路を拡大。
- 2002年（平成14年） - 機能性食品の共同研究の成果として、特定保健用食品の認可取得。温浴施設衛生管理事業に参入し、官庁などのセミナーを受託。
- 2003年（平成15年） - NPO入浴施設衛生管理推進協議会 中部支部設立。
- 2005年（平成17年） - ISO9001認証取得。スパ関連化粧品「東方健美」の開発販売開始。
- 2009年（平成21年） -「株式会社ヘルスカンパニー」に商号変更。同時に販売・企画事業を「株式会社ヘルスビューティー」として分社・設立。生産・開発事業は「株式会社ヘルスケミカル」として分社・設立。
- 2019年（令和元年） - 「株式会社ヘルスケミカル」に「株式会社ヘルスビューティー」を合併。社名を「株式会社ヘルスビューティー」に統一。
- 2020年（令和2年） - 東京支店（営業所）と本社を統合し、東京営業所を閉鎖。
- 2022年（令和4年） - 海外への販路を拡大。
- 2022年（令和4年） - 「株式会社ヘルスビューティー」を「健美薬湯株式会社」に社名変更。